# Bar Āftāb-e Z̧afarī
Bar Āftāb-e Z̧afarī är en ort i Iran.   Den ligger i provinsen Khuzestan, i den centrala delen av landet, 500 km söder om huvudstaden Teheran. Bar Āftāb-e Z̧afarī ligger 1 252 meter över havet och antalet invånare är 180.
Terrängen runt Bar Āftāb-e Z̧afarī är kuperad åt nordost, men åt sydväst är den bergig. Runt Bar Āftāb-e Z̧afarī är det ganska glesbefolkat, med 38 invånare per kvadratkilometer. Närmaste större samhälle är Dehdez, 16,4 km norr om Bar Āftāb-e Z̧afarī. Omgivningarna runt Bar Āftāb-e Z̧afarī är i huvudsak ett öppet busklandskap.